# La Goutte d'eau (Andersen)
Pour les articles homonymes, voir Goutte d'eau.

La Goutte d'eau (en danois : Vanddraaben) est un conte de Hans Christian Andersen, très court, publié pour la première fois en 1847 ou 1848.
Ce conte révèle un des aspects de la personnalité d'Andersen, qui était hypocondriaque et névrosé. Il a été écrit pour H. C. Ørsted.

## Résumé
Un vieil homme observe dans un microscope une goutte d'eau bourbeuse, et constate qu'il y a là de nombreux petits organismes vivants.